# Teresa Boning
Teresa Boning (geborene Tièschky, * 19. März 1988) ist eine deutsche Opern- und Konzertsängerin (Sopran).

## Leben
Boning stammt aus dem bayerischen Landkreis Landsberg am Lech. Ihr Vater war Latein- und Religionslehrer, ihre Mutter arbeitete im Klosterladen Sankt Ottilien. Sie machte 2007 ihr Abitur am humanistischen Rhabanus-Maurus-Gymnasium St. Ottilien. Anschließend verbrachte sie ein freiwilliges soziales Jahr in Costa Rica, wo sie in einer Musikschule für Straßenkinder arbeitete. Danach studierte sie Gesang an der Universität Mozarteum in Salzburg, wo sie ihren Bachelor und im Anschluss den Master of Arts 2015 absolvierte und mit zahlreichen Stipendien und Preisen ausgezeichnet wurde.
Im Jahr 2015 lernte sie in der 3Sat-Show Rock the Classic den Komiker Wigald Boning kennen und das Paar heiratete im Dezember 2017. Sie wohnen in Herrsching am Ammersee und haben drei gemeinsame Kinder.

## Musikalische Laufbahn
Von 2007 bis 2009 war Boning Mitglied der Bayerischen Singakademie. Im Jahr 2012 erhielt sie den 1. Platz im Duschek Wettbewerb der Mozartgesellschaft in Prag. 2014 übernahm sie das Sopran-Solo in Mozarts Missa brevis (KV 220), die Aufführung wurde im ORF übertragen. Im selben Jahr sang sie bei den internationalen Da Ponte Days in New York. 2015 wurde das Weihnachts-Album Stille Nacht mit Boning als Solistin veröffentlicht.
Während der Studienzeit am Mozarteum bekam sie ein Engagement am Theater für Niedersachsen von 2015 bis 2017. Dort spielte sie Rollen wie Zerlina in Don Giovanni, Beatrice in Boccaccio, Kate Pinkerton in Madame Butterfly und die Papagena in der Zauberflöte. 2016 war sie als Sopranistin und Klassik-Expertin in der 3Sat Sendung Rock the Classic zu sehen. 2018 sang sie den Part einer israelitischen Frau in Händels Judas Maccabaeus mit dem Ensemble Musica Starnberg. Außerdem sang sie 2018 die Königin der Nacht in Mozarts Zauberflöte in Bremen, Augsburg und Freiburg. Beginn 2019 verkörperte sie in einer Produktion von Cosi fan tutte in Immenstadt unter Stellario Fagone die Kammerzofe Despina, im September 2019 sang sie dort die „italienische Sängerin“ in Richard Strauss’ Oper Capriccio an der Seite von Franz Hawlata. In der Spielzeit 2019/20 war sie als Königin der Nacht in der Zauberflöte am Freien Landestheater Bayern zu hören. Während der Corona-Krise 2020 trat sie beim Münchner Hidalgo Festival im Rahmen des Street Art Song auf.
In der Spielzeit 2021/22 war sie als Königin der Nacht am Theater Regensburg engagiert. In der Spielzeit 22/23 sang sie diese Partie u. a. am Musiktheater Vorarlberg.
Boning singt neben klassischen Stücken auch zeitgenössische Kompositionen, zum Beispiel in der Uraufführung der Arie Io’s Traum des österreichischen Komponisten Wolfgang Niessner mit dem oenm und beim 2022 beim MetaxModern Musikfestival mit einer Uraufführung von Ataç Sezer unter der Leitung von Konstantia Gourzi.
Seit 2021 organisiert sie ein weihnachtliches Kindersingen im Herrschinger Kurparkschlösschen. Im Rahmen der BachZeit in der Basilika Mondsee im Salzkammergut konzipiert sie die Veranstaltung „Bach für Kinder“.
Seit 2022 ist sie Dozentin für Gesang an der Musikakademie der Studienstiftung des deutschen Volkes. Im Jahr 2024 und 2025 gehörte sie der Jury des Duschek-Gesangswettbewerbs der tschechischen Mozartgemeinde in Prag an.

## Wirken als Musikwissenschaftlerin
Im Rahmen ihrer Dissertation mit dem Titel Funktionale Gesangspädagogik im psychiatrischen Setting forschte sie 2016–2019 im Klinikum rechts der Isar, welchen Einfluss Singen auf Menschen mit Depressionen, Schizophrenie und posttraumatische Belastungsstörungen hat. Sie publizierte zwei Fachartikel in der Psychiatrischen Praxis und in der Zeitschrift Diskussion Musikpädagogik und wurde 2017 zum 3rd European Music Therapy Day im tschechischen Therapiezentrum Tloskov eingeladen. Unterstützt wurde die Studie durch ein Forschungsstipendium und den Verein Ariadne e. V.
2019 wurde ihr nach Absolvierung des Doktoratsstudiums durch die Approbation ihrer Dissertation der akademische Grad Doctor of Philosophy (PhD) von der Universität Mozarteum Salzburg verliehen.
Im Mai 2022 hielt sie einen wissenschaftlichen Fachvortrag bei der „International Conference Creative Interactions“ an der Hochschule für Musik und Theater in München mit dem Thema: Creative interactions in psychiatric singing lessons.
Bei der 9. Münchner Woche für Seelische Gesundheit im Oktober 2023 übernahm sie die musikalische Gestaltung.

## Publikationen
- Mit Wolfgang Mastnak: Musik-Psychoedukation – Pädagogische und psychiatrische Perspektiven. In: Diskussion Musikpädagogik, Heft 75 Musik-Psychoedukation, 3. Quartal 2017.
- Mit Wolfgang Mastnak: ARION Psychovocal Therapy – Funktionale Gesangspädagogik im psychiatrischen Setting. In: Psychiatrische Praxis, 2016, 43(08), 450–452, Georg Thieme Verlag KG, Stuttgart / New York.
- Mit Wolfgang Mastnak: Funktionale Gesangspädagogik in der Psychiatrie. In: Musik-, Tanz- & Kunsttherapie, 2022-1, ISSN 0933-6885, Pabst Science Publishers.[33]

## Hörbücher
Teresa Boning spricht die Figur Kreszenzia Freifrau von Himmelberg-Hasseloh in den Hörspielkurzgeschichten Die phantastischen Fälle des Rufus T. Feuerflieg aus der Reihe der Ghostsitter Stories, geschrieben und inszeniert von Tommy Krappweis, erschienen bei Amazon Audible.